# Тіні забутих предків (пісня)

«Shadows of Forgotten Ancestors» (укр. Тіні забутих предків) — пісня української співачки Аліни Паш . З цією піснею співачка мала представити Україну на Євробаченні-2022 після перемоги у національному відборі на «Євробачення-2022». Однак після суперечок навколо статусу Паш як законного учасника нацвідбору, співачку дискваліфікували з конкурсу.

## Про пісню
Назва пісні пов'язана з фільмом 1965 року «Тіні забутих предків», який став екранізацією однойменної повісті Михайла Коцюбинського. У музичному кліпі зображені персонажі фільму, а також українські письменниці Леся Українка та Ірина Вільде .
У першому куплеті розповідається про минуле України, в якій майже протягом всієї історії відбувались війни. Давньослов'янські боги Перун і Дажбог почули благання українського народу, і нарешті в країні настав мир. В результаті утворилось нове українське суспільство. Хор символізує єдність народу України. У пісні порівнюється минуле України з «Божественною комедією» Данте, і говориться про те, що натомість зараз він міг би написати «Божественну трагедію». Пісня закінчується закликом до миру. Також у творі наголошується на тому, що українці можуть побудувати краще майбутнє, позбувшись залежності від трагедій минулого.

## Відбір 2022
Пісня «Тіні забутих предків» була записана для телевізійного музичного конкурсу Відбір-2022, за яким визначали учасника від України на Євробачення 2022. Відбір конкурсних робіт проходив у три етапи. На першому етапі артисти та автори пісень подавали заявки на конкурс через онлайн-форму. 17 січня 2022 року було оголошено 27 виконавців, які потрапили до лонглиста. На другому етапі відбулося прослуховування учасників, які увійшли в лонглист. 24 січня 2022 року було оголошено 8 виконавців, які пройшли у фінал. Третім етапом став фінал, який відбувся 12 лютого 2022. 8 учасників змагалися за можливість представляти Україну на Євробаченні-2022 в Турині. Переможець визначається членами журі (50 %) та глядацьким голосуванням (50 %). До складу експертного журі в 2022 році ввійшли учасниці Євробачення 2006 та 2016 років Тіна Кароль та Джамала, а також член правління Суспільного мовлення Ярослав Лодигін.
Артисти та композитори могли відправляти свої роботи з 14 грудня 2021 року до 10 січня 2022 року. Подати заявку на конкурс можуть лише артисти, які не виступали з концертами в Росії та на території Криму після подій 2014 року. Креативна група відбору у складі музичного продюсера шоу Михайла Кошевого та телепродюсера шоу Олексія Гончаренка розглянула 284 заявки на участь. 17 січня 2022 року було оголошено 27 виконавців, які потрапили до лонглиста Нацвідбору . 24 січня 2022 року було оголошено 8 фіналістів Національного відбору на участь у Пісенному конкурсі Євробачення-2022. У фіналі, який відбувся 12 лютого 2022 року, Аліна Паш стала переможницею за результатами голосування. Однак згодом з'ясувалось, що вона відвідувала Крим через російський кордон, що є прямим порушенням правил Національного відбору на Євробачення. За даними Суспільного Паш використала сфальсифіковану довідку про підтвердження в'їзду в Крим через український кордон. 16 лютого 2022 року оргкомітет Суспільного заявив про припинення участі Аліни Паш у відборі і, що «співачка погодилася з цим рішенням».